# Battesimo sardo
Battesimo sardo è un dipinto di Giuseppe Biasi. Eseguito nel 1910, appartiene alle collezioni d'arte della Fondazione Cariplo.

## Descrizione
Come per la maggior parte della produzione di Biasi, anche questo dipinto tradisce la forte inclinazione dell'autore a seguire i canoni dell'espressionismo tedesco e la lezione di Lorenzo Viani.